# Aaron Ness
Aaron Ness, född 18 maj 1990, är en amerikansk professionell ishockeyspelare som spelar för Washington Capitals i NHL. Han har tidigare spelat för New York Islanders.
Ness draftades i andra rundan i 2008 års draft av New York Islanders som 40:e spelare totalt.